# Чемпионат СССР по водному поло 1979
XXXIX чемпионат СССР по водному поло (XXXV чемпионат для клубных команд) проходил с 3 февраля по 5 апреля 1979 года. Победителем турнира стала команда МГУ.

## Общая информация
В турнире высшей лиги класса «А» участвовали 14 команд — на две больше, чем в прошлом сезоне. Продолжительность матчей в чемпионате СССР по примеру ряда зарубежных стран была увеличена до 24 минут, хотя в официальных соревнованиях национальных сборных матчи по-прежнему игрались по 20 минут. Участники чемпионата провели однокруговой турнир, по результатам которого шестёрка сильнейших на финальном этапе выявила призёров турнира, а остальные команды оспаривали 7—14-е места. Игры в финальных группах также проводились в один круг, а в турнирных таблицах учитывались все результаты, показанные командами на предварительном этапе.
Чемпионский титул в четвёртый (и в последний) раз выиграла команда МГУ, прошедшая весь турнир без поражений. Четырёхкратными чемпионами СССР стали Юрий Митянин, Нугзар Мшвениерадзе, капитан студентов Валерий Пушкарёв и тренер Михаил Рыжак. Ватерполисты посвятили эту победу грядущему 225-летнему юбилею Московского университета. Серебряным призёром второй год подряд стало московское «Динамо», а бронзовым — прошлогодний чемпион ЦСК ВМФ.
МЭИ, «Балтика» и харьковский «Локомотив» по итогам сезона покинули высшую лигу. Вернулся в сильнейший дивизион волгоградский «Спартак», победивший в первенстве страны среди команд первой группы класса «А».

## Предварительные игры

### Турнирная таблица
|                           | 1    | 2    | 3   | 4   | 5    | 6     | 7   | 8    | 9    | 10    | 11   | 12    | 13   | 14   | И  | В  | Н | П  | М      | О  |
| ------------------------- | ---- | ---- | --- | --- | ---- | ----- | --- | ---- | ---- | ----- | ---- | ----- | ---- | ---- | -- | -- | - | -- | ------ | -- |
| 1. МГУ (Москва)           |      | 9:8  | 7:6 | 6:5 | 10:9 | 7:5   | 5:2 | 10:3 | 7:7  | 12:9  | 8:7  | 6:5   | 7:4  | 8:5  | 13 | 12 | 1 | 0  | 102:75 | 25 |
| 2. ЦСК ВМФ (Москва)       | 8:9  |      | 5:5 | 4:3 | 8:5  | 8:6   | 8:5 | 10:7 | 7:2  | 8:7   | 9:6  | 9:6   | 8:4  | 11:5 | 13 | 11 | 1 | 1  | 103:70 | 23 |
| 3. «Динамо» (Москва)      | 6:7  | 5:5  |     | 8:3 | 9:8  | 9:7   | 8:6 | 9:7  | 8:7  | 8:6   | 7:5  | 8:3   | 7:5  | 6:4  | 13 | 11 | 1 | 1  | 98:73  | 23 |
| 4. «Динамо» (Киев)        | 5:6  | 3:4  | 3:8 |     | 5:4  | 4:4   | 3:3 | 7:5  | 6:3  | 6:6   | 6:5  | 7:7   | 7:4  | 9:7  | 13 | 6  | 4 | 3  | 71:66  | 16 |
| 5. «Динамо» (Тбилиси)     | 9:10 | 5:8  | 8:9 | 4:5 |      | 7:5   | 5:6 | 7:7  | 7:5  | 9:8   | 7:6  | 8:7   | 10:2 | 10:5 | 13 | 7  | 1 | 5  | 96:83  | 15 |
| 6. ККФ (Баку)             | 5:7  | 6:8  | 7:9 | 4:4 | 5:7  |       | 8:7 | 7:4  | 8:10 | 8:8   | 11:8 | 12:11 | 9:8  | 9:6  | 13 | 6  | 2 | 5  | 99:97  | 14 |
| 7. «Москвич» (Москва)     | 2:5  | 5:8  | 6:8 | 3:3 | 6:5  | 7:8   |     | 4:5  | 8:3  | 4:2   | 5:5  | 9:4   | 3:3  | 4:1  | 13 | 5  | 3 | 5  | 66:60  | 13 |
| 8. «Мехнат» (Ташкент)     | 3:10 | 7:10 | 7:9 | 5:7 | 7:7  | 4:7   | 5:4 |      | 6:8  | 7:6   | 9:7  | 9:6   | 10:6 | 10:7 | 13 | 6  | 1 | 6  | 89:94  | 13 |
| 9. СКИФ (Минск)           | 7:7  | 2:7  | 7:8 | 3:6 | 5:7  | 10:8  | 3:8 | 8:6  |      | 7:8   | 8:7  | 6:4   | 5:2  | 6:5  | 13 | 6  | 1 | 6  | 77:83  | 13 |
| 10. «Динамо» (Алма-Ата)   | 9:12 | 7:8  | 6:8 | 6:6 | 8:9  | 8:8   | 2:4 | 6:7  | 8:7  |       | 10:8 | 14:10 | 6:5  | 7:8  | 13 | 4  | 2 | 7  | 97:100 | 10 |
| 11. «Динамо» (Львов)      | 7:8  | 6:9  | 5:7 | 5:6 | 6:7  | 8:11  | 5:5 | 7:9  | 7:8  | 8:10  |      | 5:3   | 5:8  | 6:5  | 13 | 2  | 1 | 10 | 80:96  | 5  |
| 12. «Балтика» (Ленинград) | 5:6  | 6:9  | 3:8 | 7:7 | 7:8  | 11:12 | 4:9 | 6:9  | 4:6  | 10:14 | 3:5  |       | 6:4  | 7:5  | 13 | 2  | 1 | 10 | 79:102 | 5  |
| 13. «Локомотив» (Харьков) | 4:7  | 4:8  | 5:7 | 4:7 | 2:10 | 8:9   | 3:3 | 6:10 | 2:5  | 5:6   | 8:5  | 4:6   |      | 8:7  | 13 | 2  | 1 | 10 | 63:90  | 5  |
| 14. МЭИ (Москва)          | 5:8  | 5:11 | 4:6 | 7:9 | 5:10 | 6:9   | 1:4 | 7:10 | 5:6  | 8:7   | 5:6  | 5:7   | 7:8  |      | 13 | 1  | 0 | 12 | 70:101 | 2  |

### Матчи
Москва, бассейн ЦСК ВМФ
3 февраля
- ККФ — МЭИ — 9:6
- СКИФ — «Мехнат» — 8:6
- ЦСК ВМФ — «Москвич» — 8:5

4 февраля
- МГУ — «Москвич» — 5:2
- ЦСК ВМФ — ККФ — 8:6
- «Мехнат» — МЭИ — 10:7

5 февраля
- МГУ — СКИФ — 7:7
- ККФ — «Москвич» — 8:7
- ЦСК ВМФ — «Мехнат» — 10:7

6 февраля
- ККФ — «Мехнат» — 7:4
- МГУ — МЭИ — 8:5
- «Москвич» — СКИФ — 8:3

7 февраля
- «Мехнат» — «Москвич» — 5:4
- СКИФ — МЭИ — 6:5
- МГУ — ЦСК ВМФ — 9:8

8 февраля
- «Москвич» — МЭИ — 4:1
- ЦСК ВМФ — СКИФ — 7:2
- МГУ — ККФ — 7:5

9 февраля
- СКИФ — ККФ — 9:8
- ЦСК ВМФ — МЭИ — 11:5
- МГУ — «Мехнат» — 10:3

Тбилиси, бассейн республиканского спорткомитета
3 февраля
- «Динамо» М — «Динамо» Лв — 7:5
- «Динамо» Тб — «Балтика» — 8:7
- «Динамо» К — «Локомотив» — 7:4

4 февраля
- «Динамо» А-А — «Локомотив» — 6:5
- «Динамо» М — «Динамо» К — 8:3
- «Динамо» Лв — «Балтика» — 5:3

5 февраля
- «Динамо» М — «Локомотив» — 7:5
- «Динамо» Тб — «Динамо» А-А — 9:8
- «Балтика» — «Динамо» К — 7:7

6 февраля
- «Динамо» М — «Балтика» — 8:3
- «Динамо» Тб — «Локомотив» — 10:2
- «Динамо» А-А — «Динамо» Лв — 10:8

7 февраля
- «Динамо» К — «Динамо» А-А — 6:6
- «Динамо» Тб — «Динамо» Лв — 7:6
- «Балтика» — «Локомотив» — 6:4

8 февраля
- «Локомотив» — «Динамо» Лв — 8:5
- «Динамо» К — «Динамо» Тб — 5:4
- «Динамо» М — «Динамо» А-А — 8:6

9 февраля
- «Динамо» К — «Динамо» Лв — 6:5
- «Динамо» А-А — «Балтика» — 14:10
- «Динамо» М — «Динамо» Тб — 9:8

Ташкент, Дворец водного спорта имени В. Митрофанова
23 февраля
- «Москвич» — «Локомотив» — 3:3
- ЦСК ВМФ — «Динамо» К — 4:3
- «Динамо» М — ККФ — 9:7
- МГУ — «Динамо» А-А — 12:9
- «Динамо» Тб — СКИФ — 7:5
- «Динамо» Лв — МЭИ — 6:5
- «Мехнат» — «Балтика» — 9:6

24 февраля
- МГУ — «Динамо» М — 7:6
- «Динамо» Тб — ККФ — 7:5
- СКИФ — «Балтика» — 6:4
- «Локомотив» — МЭИ — 8:7
- «Динамо» К — «Москвич» — 3:3
- ЦСК ВМФ — «Динамо» А-А — 8:7
- «Мехнат» — «Динамо» Лв — 9:7

25 февраля
- СКИФ — «Динамо» Лв — 8:7
- ККФ — «Балтика» — 12:11
- МГУ — «Динамо» Тб — 10:9
- ЦСК ВМФ — «Динамо» М — 5:5
- «Динамо» К — МЭИ — 9:7
- «Москвич» — «Динамо» А-А — 4:2
- «Мехнат» — «Локомотив» — 10:6

26 февраля
- «Динамо» М — «Москвич» — 8:6
- ККФ — «Динамо» Лв — 11:8
- МЭИ — «Динамо» А-А — 8:7
- МГУ — «Балтика» — 6:5
- ЦСК ВМФ — «Динамо» Тб — 8:5
- СКИФ — «Локомотив» — 5:2
- «Динамо» К — «Мехнат» — 7:5

28 февраля
- ЦСК ВМФ — «Балтика» — 9:6
- «Динамо» К — СКИФ — 6:3
- ККФ — «Локомотив» — 9:8
- «Мехнат» — «Динамо» А-А — 7:6
- «Динамо» М — МЭИ — 6:4
- «Москвич» — «Динамо» Тб — 6:5
- МГУ — «Динамо» Лв — 8:7

1 марта
- «Динамо» А-А — СКИФ — 8:7
- МГУ — «Локомотив» — 7:4
- «Динамо» Тб — МЭИ — 10:5
- ЦСК ВМФ — «Динамо» Лв — 9:6
- «Динамо» К — ККФ — 4:4
- «Москвич» — «Балтика» — 9:4
- «Динамо» М — «Мехнат» — 9:7

2 марта
- «Мехнат» — «Динамо» Тб — 7:7
- «Балтика» — МЭИ — 7:5
- «Москвич» — «Динамо» Лв — 5:5
- «Динамо» М — СКИФ — 8:7
- МГУ — «Динамо» К — 6:5
- ККФ — «Динамо» А-А — 8:8
- ЦСК ВМФ — «Локомотив» — 8:4

## Финал за 1—6-е места
Матчи прошли в Киеве во Дворце спорта ДОСААФ УССР.

### Турнирная таблица
|                       | 1   | 2   | 3    | 4    | 5   | 6    | И  | В  | Н | П  | М       | О  |
| --------------------- | --- | --- | ---- | ---- | --- | ---- | -- | -- | - | -- | ------- | -- |
| 1. МГУ (Москва)       |     | 7:6 | 9:8  | 6:5  | 8:7 | 4:1  | 18 | 17 | 1 | 0  | 136:102 | 35 |
| 2. «Динамо» (Москва)  | 6:7 |     | 6:6  | 6:4  | 8:6 | 9:6  | 18 | 14 | 2 | 2  | 133:102 | 30 |
| 3. ЦСК ВМФ (Москва)   | 8:9 | 6:6 |      | 6:6  | 8:8 | 11:2 | 18 | 12 | 4 | 2  | 142:101 | 28 |
| 4. «Динамо» (Киев)    | 5:6 | 4:6 | 6:6  |      | 8:8 | 10:3 | 18 | 7  | 6 | 5  | 104:95  | 20 |
| 5. ККФ (Баку)         | 7:8 | 6:8 | 8:8  | 8:8  |     | 7:6  | 18 | 8  | 4 | 6  | 135:135 | 20 |
| 6. «Динамо» (Тбилиси) | 1:4 | 6:9 | 2:11 | 3:10 | 6:7 |      | 18 | 7  | 1 | 10 | 114:124 | 15 |

### Матчи
30 марта
- «Динамо» М — ККФ — 8:6
- МГУ — ЦСК ВМФ — 9:8
- «Динамо» К — «Динамо» Тб — 10:3

31 марта
- МГУ — ККФ — 8:7
- ЦСК ВМФ — «Динамо» Тб — 11:2
- «Динамо» М — «Динамо» К — 6:4

1 апреля
- ККФ — ЦСК ВМФ — 8:8
- «Динамо» М — «Динамо» Тб — 9:6
- МГУ — «Динамо» К — 6:5

2 апреля
- МГУ — «Динамо» М — 7:6
- «Динамо» К — ЦСК ВМФ — 6:6
- ККФ — «Динамо» Тб — 7:6

3 апреля
- «Динамо» К — ККФ — 8:8
- «Динамо» М — ЦСК ВМФ — 6:6
- МГУ — «Динамо» Тб — 4:1

## Финал за 7—14-е места
Матчи прошли в Ленинграде.

### Турнирная таблица
|                           | 7    | 8    | 9     | 10   | 11   | 12   | 13    | 14   | И  | В  | Н | П  | М       | О  |
| ------------------------- | ---- | ---- | ----- | ---- | ---- | ---- | ----- | ---- | -- | -- | - | -- | ------- | -- |
| 7. «Москвич» (Москва)     |      | 9:3  | 8:7   | 7:6  | 6:7  | 6:10 | 3:2   | 13:2 | 20 | 10 | 3 | 7  | 118:97  | 23 |
| 8. СКИФ (Минск)           | 3:9  |      | 5:5   | 5:5  | 6:7  | 3:6  | 10:8  | 6:5  | 20 | 8  | 3 | 9  | 115:128 | 19 |
| 9. «Динамо» (Алма-Ата)    | 7:8  | 5:5  |       | 11:6 | 9:10 | 5:5  | 11:10 | 5:3  | 20 | 7  | 4 | 9  | 150:147 | 18 |
| 10. «Мехнат» (Ташкент)    | 6:7  | 5:5  | 6:11  |      | 5:4  | 8:10 | 7:7   | 4:4  | 20 | 7  | 4 | 9  | 130:142 | 18 |
| 11. «Динамо» (Львов)      | 7:6  | 7:6  | 10:9  | 4:5  |      | 5:4  | 7:6   | 9:7  | 20 | 8  | 1 | 11 | 129:139 | 17 |
| 12. «Локомотив» (Харьков) | 10:6 | 6:3  | 5:5   | 10:8 | 4:5  |      | 10:8  | 9:7  | 20 | 7  | 2 | 11 | 117:132 | 16 |
| 13. «Балтика» (Ленинград) | 2:3  | 8:10 | 10:11 | 7:7  | 6:7  | 8:10 |       | 11:7 | 20 | 3  | 2 | 15 | 131:157 | 8  |
| 14. МЭИ (Москва)          | 2:13 | 5:6  | 3:5   | 4:4  | 7:9  | 7:9  | 7:11  |      | 20 | 1  | 1 | 18 | 105:158 | 3  |

### Матчи
30 марта
- «Москвич» — МЭИ — 13:2
- «Динамо» А-А — «Мехнат» — 11:6
- «Локомотив» — СКИФ — 6:3
- «Динамо» Лв — «Балтика» — 7:6

31 марта
- «Динамо» А-А — МЭИ — 5:3
- «Динамо» Лв — «Локомотив» — 5:4
- «Мехнат» — СКИФ — 5:5
- «Москвич» — «Балтика» — 3:2

1 апреля
- «Локомотив» — «Москвич» — 10:6
- «Динамо» Лв — СКИФ — 7:6
- МЭИ — «Мехнат» — 4:4
- «Динамо» А-А — «Балтика» — 11:10

2 апреля
- «Динамо» А-А — «Локомотив» — 5:5
- «Москвич» — СКИФ — 9:3
- «Мехнат» — «Динамо» Лв — 5:4
- «Балтика» — МЭИ — 11:7

3 апреля
- «Локомотив» — МЭИ — 9:7
- «Динамо» Лв — «Москвич» — 7:6
- «Динамо» А-А — СКИФ — 5:5
- «Мехнат» — «Балтика» — 7:7

4 апреля
- «Москвич» — «Мехнат» — 7:6
- СКИФ — МЭИ — 6:5
- «Динамо» Лв — «Динамо» А-А — 10:9
- «Локомотив» — «Балтика» — 10:8

5 апреля
- «Динамо» Лв — МЭИ — 9:7
- «Москвич» — «Динамо» А-А — 8:7
- СКИФ — «Балтика» — 10:8
- «Локомотив» — «Мехнат» — 10:8

## Призёры
МГУ: Эдуард Александров, Шалва Бреус, Алексей Бурков, Александр Зеленчев, Александр Клеймёнов, Георгий Крупин, Юрий Митянин, Сергей Морозов, Нугзар Мшвениерадзе, Валерий Пушкарёв, Майт Рийсман. Тренер — Михаил Рыжак.
 «Динамо» (Москва): Сергей Бекренев, Евгений Гришин, Михаил Иванов, Александр Муравьёв, Георгий Мшвениерадзе, Александр Родионов, Владимир Сидореев, В. Соколов, Давид Сулакадзе, В. Татаринов, Владимир Ячменёв. Тренер — Борис Гришин.
 ЦСК ВМФ: Владимир Акимов, Александр Галкин, Алексей Гаргонов, Владимир (Вадим) Жмудский, Александр Кабанов, Анатолий Клебанов, Михаил Новиков, Андрей Павлов, Виталий Романчук, Сергей Рудаков, Вячеслав Собченко, Андрей Фролов. Тренер — Александр Шидловский.